# Associazione Calcio Prato 1964-1965
Questa pagina raccoglie le informazioni riguardanti l'Associazione Calcio Prato nelle competizioni ufficiali della stagione 1964-1965.

## Rosa
| N. |                   | Ruolo | Calciatore                |
| -- | ----------------- | ----- | ------------------------- |
|    | Italia (bandiera) | C     | Renzo Brando              |
|    | Italia (bandiera) | P     | Sergio Bressan            |
|    | Italia (bandiera) | D     | Gianfranco Bullini        |
|    | Italia (bandiera) | A     | Ilario Castagner          |
|    | Italia (bandiera) | A     | Gianni Comini             |
|    | Italia (bandiera) | A     | Duccio Corbi              |
|    | Italia (bandiera) | D     | Vincenzo De Dura          |
|    | Italia (bandiera) | P     | Dino Di Carlo             |
|    | Italia (bandiera) | C     | Roberto Franzon           |
|    | Italia (bandiera) | A     | Alfredo Bruno Frassinelli |
|    | Italia (bandiera) | D     | Roberto Galeotti          |

| N. |                   | Ruolo | Calciatore        |
| -- | ----------------- | ----- | ----------------- |
|    | Italia (bandiera) | A     | Flavio Magni      |
|    | Italia (bandiera) | C     | Antonio Mariotti  |
|    | Italia (bandiera) | C     | Gianni Montecchi  |
|    | Italia (bandiera) | A     | Riccardo Moradei  |
|    | Italia (bandiera) | A     | Giancarlo Morelli |
|    | Italia (bandiera) | A     | Bruno Pace        |
|    | Italia (bandiera) | A     | Mauro Pantani     |
|    | Italia (bandiera) | D     | Italo Rizza       |
|    | Italia (bandiera) | C     | Antonio Scatizzi  |
|    | Italia (bandiera) | D     | Domenico Silvagni |
|    | Italia (bandiera) | C     | Marco Vaselli     |